# عنيبات (حريضة)
'

تعديل مصدري - تعديل

عنيبات هي إحدى قرى عزلة حريضة بمديرية حريضة التابعة لمحافظة حضرموت، بلغ تعداد سكانها 134 نسمة حسب تعداد اليمن لعام 2004.